# Прапор Шполянського району
Пра́пор Шполя́нського райо́ну — офіційний символ Шполянського району Черкаської області, затверджений 25 квітня 2003 року рішенням сесії Шполянської районної ради.

## Опис
Прапор являє собою прямокутне синє полотнище зі співвідношенням сторін 2:3, зліва біля древка на жовтому прямокутнику зображено герб району, а справа знаходиться жовтий напис з трьох рядків — «Україна», «Черкаська область», «Шполянський район».